# Zuschlagsmarke

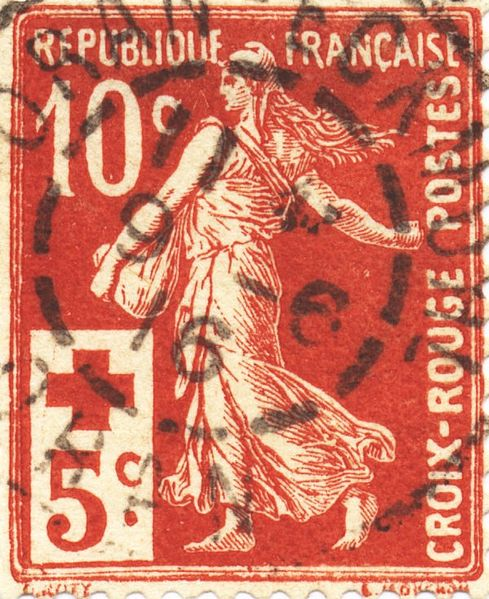
Zuschlagsmarke der französischen Post für das Rote Kreuz, 1914

Eine Zuschlagsmarke (auch Zuschlagmarke) ist eine Sonderbriefmarke, die neben dem normalen Postentgelt noch einen Zuschlag (Spende) für einen „guten Zweck“ hat. Der Zuschlag beträgt meist die Hälfte des Portos oder liegt knapp darunter. Die Zuschlagsmarken kann man regelmäßig daran erkennen, dass neben dem Frankaturwert noch der Zuschlag angegeben wird. „55+25“ heißt also 55 in der jeweiligen Währung bzw. deren Untereinheit (wie Cent, Rappen) für die Briefbeförderung und +25 gehen als Spende an den jeweiligen Verwendungszweck. Zuschlagsmarken dürfen nicht mit Stempelmarken oder Steuermarken wie etwa dem Notopfer Berlin verwechselt werden.

## Historische Entwicklung

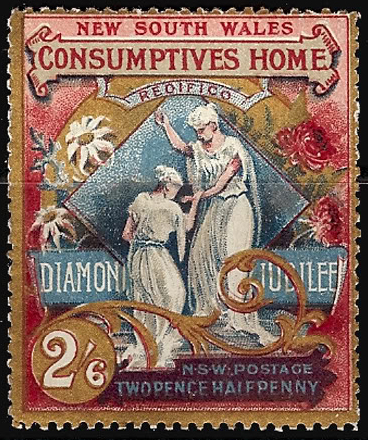
Erste Wohltätigkeitsmarke, New South Wales, 1897

Die ersten Marken für wohltätige Zwecke wurden 1897 von der Post von New South Wales verkauft. Sie tragen zwei Inschriften, in Ziffern 1 und 2½ Shilling für den Verkaufspreis und ausgeschrieben One und Twopence Halfpenny für den Frankaturwert, was bedeutet, dass die Marken zum zwölffachen Frankaturwert verkauft wurden. Der Verkaufserlös kam dem Bau eines Krankenhauses zugute.
Im Jahr 1913 veröffentlichte die Schweizerische Post erstmals Briefmarken mit einem Verkaufszuschlag, welcher an die Stiftung Pro Juventute ging. Seither werden dort regelmäßig jährlich Wohltätigkeitsmarken veröffentlicht.
In Deutschland kamen Zuschlagsmarken nach dem Ersten Weltkrieg auf, regelmäßige Ausgaben jedoch erst in der Zeit des Dritten Reiches. Nach dem Zweiten Weltkrieg gab es zunächst auf lokaler Ebene eine ganze Reihe an Ausgaben mit Zuschlag. In der Bundesrepublik Deutschland wurden 1949 Wohlfahrtsmarken eingeführt, später kamen weitere regelmäßige Zuschlagsmarken, insbesondere die Jugendmarken, hinzu sowie auch einzelne Ausgaben aus besonderem Anlass.
In der DDR gab es vor allem in den 1950er und 1960er Jahren Zuschlagsmarken zur Würdigung antifaschistischer Widerstandskämpfer und für den Aufbau von KZ-Gedenkstätten. Ansonsten erschienen solche Marken nur zu besonderen Anlässen.
Hohe Zuschläge ziehen regelmäßig Ablehnung von Philatelisten auf sich, die zur Komplettierung ihrer Sammlungen auch diese Ausgaben benötigen, die im normalen Briefverkehr kaum genutzt werden. Besonders zwischen 1933 und 1945 wurden etwa in Deutschland Marken mit sehr hohen Zuschlägen wie beispielsweise „12+38“ (Pfennig) ausgegeben. Als Konsequenz der Sammler aus dieser Emissionspolitik mit überhohen Zuschlägen waren Markenneuerscheinungen mit einem Zuschlag von mehr als 50 % des Nennwerts für philatelistische Ausstellungen gesperrt.
Trotz der Einhaltung der 50 %-Grenze war die Höhe des Zuschlages seit den Portosteigerungen der 1980er Jahre in der Bundesrepublik Deutschland Gegenstand von Auseinandersetzungen zwischen den organisierten Philatelisten und den Zuschlagsempfängern, was schließlich zu dem Kompromiss führte, dass die bis dahin übliche Praxis der Erhebung eines Zuschlages von 50 % auf den Portowert aufgeweicht wurde.

## Heutige Ausgabepraxis

### Deutschland

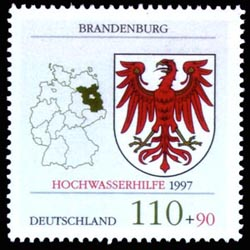
Deutsche Zuschlagsmarke vom 19. August 1997. Der Zuschlag wurde für die Hochwasserhilfe nach dem Oderhochwasser 1997 verwendet.

Das Bundesfinanzministerium gibt heute unter der Bezeichnung „die Marken mit dem Plus“ folgende Arten von Zuschlagsbriefmarken regelmäßig aus:
- Für die Wohlfahrt (Wohlfahrts- und Weihnachtsmarken zugunsten der Bundesarbeitsgemeinschaft der freien Wohlfahrtspflege) – jährlich
- Für den Sport (zugunsten der Stiftung Deutsche Sporthilfe) – jährlich

- Eine Darstellung der Berliner Motive ist unter Sporthilfe der Deutschen Bundespost Berlin zu finden.

- Für die Jugend (zugunsten der Stiftung Deutsche Jugendmarke) – jährlich
- Für den Umweltschutz (zugunsten des Bundesumweltministeriums) – alle zwei Jahre
- Für die Philatelie (zugunsten der Stiftung zur Förderung der Philatelie und Postgeschichte) – alle zwei Jahre

Hinzu kommen – allerdings selten – Ausgaben aus besonderem Anlass wie etwa zur Flutkatastrophe an der Oder in Brandenburg.
Seit 2008 tragen die Zuschlagsmarken ein einheitliches Design eines Pluszeichens in Form von fünf Punkten.
Darüber hinaus gab die Landespostdirektion Berlin zwischen 1949 und 1990 Zuschlagsmarken heraus, siehe dazu Zuschlagmarke (Berlin). Der Zuschlag war zugunsten unterschiedlicher Zwecke wie etwa des Wiederaufbaus.

### Österreich
Die Österreichische Post gibt jährlich eine Zuschlagbriefmarke zum Tag der Briefmarke heraus. In Österreich besteht die Besonderheit, dass jede Zuschlagbriefmarke vom Parlament genehmigt werden muss, deshalb erscheinen in Österreich relativ wenig Zuschlagbriefmarken.

### Schweiz
Die Zuschlagsmarke in der Schweiz heißt Wohltätigkeitsmarke.
Die Schweizerische Post gibt jährlich zwei Zuschlagsmarkenserien heraus:
- im Frühjahr Pro Patria („für das Vaterland“) zu Gunsten der gleichnamigen Kulturstiftung
- im Herbst Pro Juventute („für die Jugend“) zu Gunsten der gleichnamigen Wohlfahrtsorganisation